# Hamilton Smith
Hamilton Othanel Smith, né le 23 août 1931 à New York, est un microbiologiste américain.

## Biographie
Hamilton Smith est diplômé de l'University Laboratory High School of Urbana dans l'Illinois. Il a poursuivi ses études d'abord à l'université de l'Illinois à Urbana-Champaign, puis en 1950, à l'université de Californie à Berkeley, où il obtient son bachelor of arts (l'équivalent de la licence) en mathématiques en 1952. Il obtient son diplôme de médecine à l'université Johns-Hopkins en 1956.
Il a obtenu le prix Nobel de physiologie ou médecine en 1978 pour avoir découvert « des enzymes de restrictions » (de type II) et « leur application aux problèmes de génétique moléculaire », avec Werner Arber et Daniel Nathans.